# سبنسر داي
سبنسر داي (بالإنجليزية: Spencer Day)‏ هو مغني ومغن مؤلف أمريكي، ولد في 28 يونيو 1978.

## وصلات خارجية
- سبنسر داي على موقع ميوزك برينز (الإنجليزية)
- سبنسر داي على موقع أول ميوزيك (الإنجليزية)
- سبنسر داي على موقع ديسكوغز (الإنجليزية)